# Toshihiro Nikai

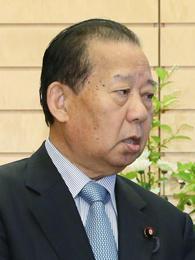
Toshihiro Nikai (2016)

Toshihiro Nikai (jap. 二階 俊博 Nikai Toshihiro; * 17. Februar 1939 in Gobō, Präfektur Wakayama) ist ein japanischer Politiker. Durchgehend von 1983 bis 2024 war er Abgeordneter im Unterhaus des Nationalparlaments. Er war mehrfach Minister und von 2016 bis 2021 Generalsekretär der Liberaldemokratischen Partei (LDP). Innerhalb der LDP führte er ab 2012 die vormalige Ibuki-, nun Nikai-Faktion. Vorher war er von 2003 bis 2009 Vorsitzender der Atarashii Nami („Neue Welle“; meist Nikai-Gruppe) aus früheren Mitgliedern der Neuen Konservativen Partei.

## Leben
Nikai studierte Rechtswissenschaft an der Chūō-Universität. Anschließend arbeitete er zunächst als Sekretär eines LDP-Unterhausabgeordneten aus Shizuoka. Nach dessen Tod kehrte er nach Wakayama zurück und kandidierte dort 1975 erfolgreich für einen Sitz im Präfekturparlament. 1983 wurde er als Kandidat der Tanaka-Faktion für den 2. Wahlkreis der Präfektur ins japanische Unterhaus gewählt. Nach der Wahlrechtsreform 1994 repräsentiert er den Einzelwahlkreis Wakayama 3, den er 2021 zum neunten Mal in Folge gewann und damit insgesamt seinen 13. Wahlsieg erreichte.
1990 wurde Toshihiro Nikai Staatssekretär im Verkehrsministerium (2001 zum MLIT fusioniert) im zweiten Kabinett von Toshiki Kaifu. Als sich 1992 nach einer Reihe von Skandalen die ehemalige Tanaka-Faktion unter Noboru Takeshita spaltete, wechselte Nikai ins „Reform-Forum 21“ von Tsutomu Hata und Ichirō Ozawa und folgte ihnen ein Jahr später in die Erneuerungspartei. Die LDP verlor durch die Parteiaustritte ihre Parlamentsmehrheit, was durch anschließende Neuwahlen bestätigt wurde. In der neuen Regierung ohne LDP wurde Nikai wieder Staatssekretär im Verkehrsministerium. Nach dem Sturz der Regierungen Hosokawa und Hata und der Rückkehr der LDP in die Regierung folgte er Ozawa zuerst in die Neue Fortschrittspartei und damit in die Opposition, dann in die Liberale Partei. 1999 wurde er im zweiten umgebildeten Obuchi-Kabinett Verkehrsminister und Leiter der Behörde für die Entwicklung Hokkaidōs. Nachdem die Liberale Partei die Regierungskoalition von Keizō Obuchi nach zwischenzeitlicher Teilnahme wieder verlassen hatte, wechselte Nikai in die Konservative Partei von Takeshi Noda, die die Regierungskooperation mit der LDP fortsetzte, und er behielt seine beiden Ministerposten. Nach der Wahl Yoshirō Moris zum Premierminister im April 2000 wurde als Verkehrsminister übernommen und Leiter der Behörde für die Entwicklung Hokkaidōs übernommen, im Juli in Moris zweitem Kabinett aber ersetzt. 2003 kehrte er in die LDP zurück, wo er mit den anderen ehemaligen Mitgliedern der (seit 2002: Neuen) Konservativen Partei seine eigene Faktion begründete. Die damalige Nikai-Faktion bestand bis zum November 2009, als sie sich dezimiert durch die LDP-Wahlniederlage bei der Unterhauswahl 2009 der Ibuki-Faktion anschloss.
Im 3. Kabinett Koizumi war Nikai von 2005 bis 2006 Minister für Wirtschaft, Handel und Industrie. Beim Amtsantritt des Parteivorsitzenden Yasuo Fukuda wurde Nikai Vorsitzender des Exekutivrates der LDP. Bei einer Kabinettsumbildung im August 2008 ernannte Fukuda Nikai erneut zum Wirtschaftsminister, Nachfolger als Vorsitzender des Sōmukai wurde Takashi Sasagawa (Tsushima-Faktion). Er blieb bis zum Rücktritt des Kabinetts Asō im September 2009 Minister. Ab 2013 saß Nikai dem Haushaltsausschuss des Unterhauses vor.
Der Parteivorsitzende Shinzō Abe berief Nikai im September 2014 erneut zum Exekutivratsvorsitzenden; nach der Kabinettsumbildung vom 3. August 2016 wurde er Generalsekretär der LDP. Er blieb für den Rest von Abes Amtszeit wie auch unter Nachfolger Yoshihide Suga im Amt und wurde der bis dato am längsten amtierende Generalsekretär in der Geschichte der LDP. Der neue Parteivorsitzende Fumio Kishida ersetzte Nikai als Generalsekretär im Oktober 2021 durch Akira Amari.
Zur Unterhauswahl 2024 kündigte Nikai seinen Rückzug an. Wakayama verlor bei der Wahl einen Wahlkreis, Nikais Sohn und ehemaliger Sekretär Nobuyasu übernahm die LDP-Kandidatur im neu zugeschnittenen Wahlkreis 2, unterlag aber dem unabhängig kandidierenden bisherigen Oberhausabgeordneten Hiroshige Sekō, der einige Monate zuvor im Zuge des Kickback-Skandals aus der LDP ausgetreten war.